# Norbert Thomas

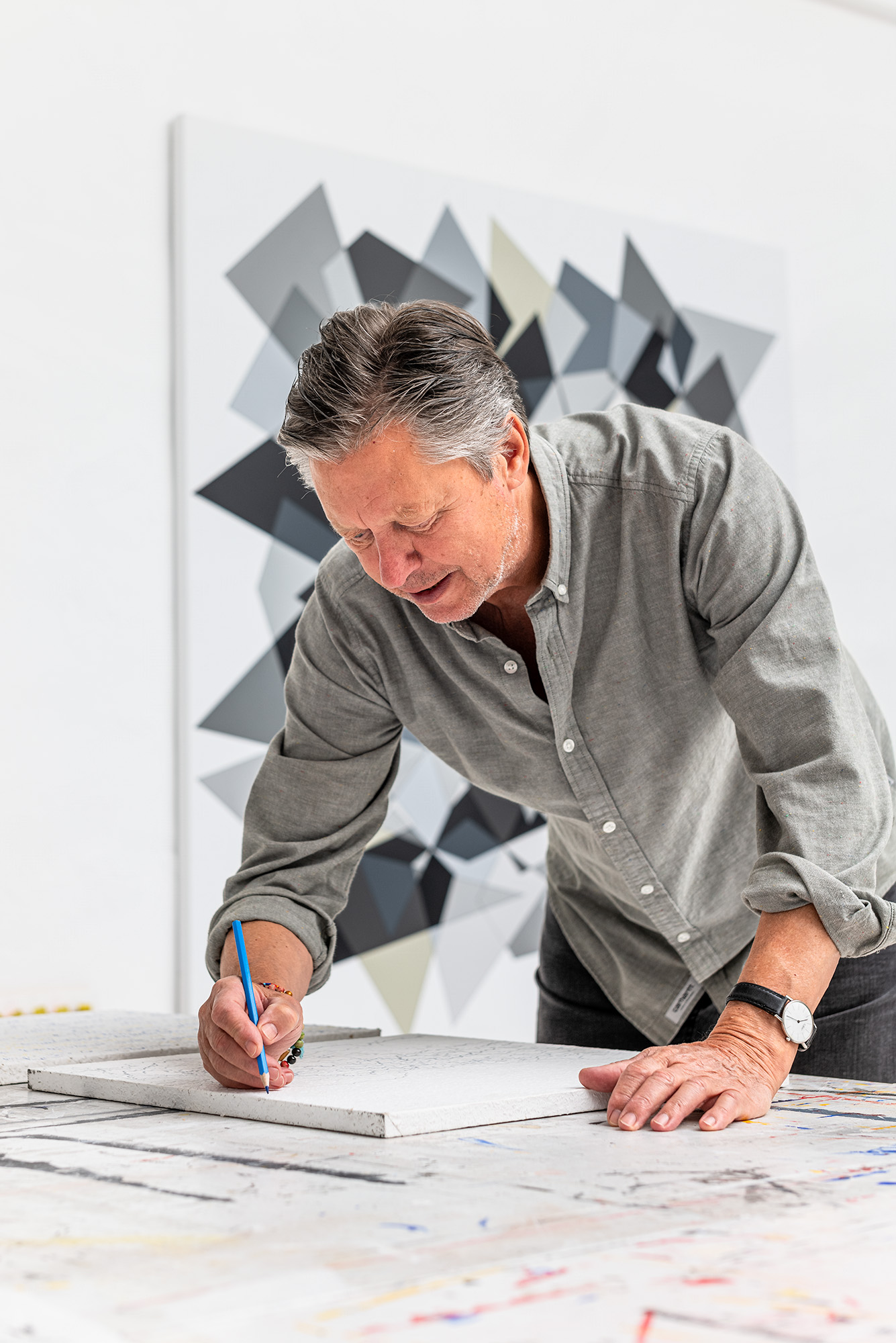
Norbert Thomas

Norbert Thomas (* 28. Oktober 1947 in Frankfurt am Main) ist ein deutscher bildender Künstler der Konkreten Kunst und Hochschullehrer.

## Leben
Thomas studierte von 1969 bis 1974 an der Hochschule für Bildende Künste und Gesamthochschule in Kassel. Von 1982 bis 1985 hielt er sich aus Arbeits- und Studieninteressen in Santa Cruz de Tenerife auf Teneriffa auf. Von 1987 bis 1991 war er Professor für Gestaltungslehre an der Fachhochschule Bielefeld. 1991 folgte er einem Ruf auf die Professur für Grundlagen der künstlerischen Gestaltung an der Bergischen Universität Wuppertal. Zwischenzeitlich verbrachte er mehrfach kurze Arbeits- und Studienaufenthalte im Ausland: 1995 in New York, 2000 in Madrid und 2004 in Istanbul. Norbert Thomas lebt in Essen.

## Künstlerischer Ansatz
Norbert Thomas künstlerische Arbeiten waren von Beginn an von methodisch-konstruktiven Konzepten geleitet, die er mittels mathematischer und geometrischer Gesetzmäßigkeiten visualisierte. In diesem systematischen Gestaltungsprozess, der auf geometrischen Grundelementen wie dem Quadrat und der Linie basierte, suchte Norbert Thomas nach neuen Wegen, die Rationalität zu bewahren, aber gleichzeitig eine größere Vielfalt und Differenzierung in seinen Werken zu erreichen. Seit 1970 benutzte er in seinen künstlerischen Umgang mit Winkelziehungen einen „gelenkten Zufall“, nicht als chaotisches Element, sondern als rational kontrollierbare Größe, die von vorgegebenen Variablen abhängt. Dadurch gelang es ihm, systematisch-konstruktive Grenzen des Systems zu überwinden und Raum für neue künstlerische Differenzierungen und Erfahrungen zu schaffen. In seinen sehr reduzierten Werken ist stets ein ästhetisches Gleichgewicht zwischen Dynamik und Harmonie zu finden.
Die künstlerischen Arbeiten von Norbert Thomas umfassen Malerei auf Papier und Leinwand, Wand- und Raumformen.

## Einzelausstellungen (Auswahl)
- 2024: Stiftung für Konkrete Kunst Roland Phleps[6], Freiburg
- 2023: Verein für aktuelle Kunst / Ruhrgebiet[7], Oberhausen
- 2021: Museum Kolvenburg[8], Billerbeck
- 2020: Kunsthalle Alber[9], Mattighofen (A)
- 2016: Von der Heydt-Kunsthalle[10], Wuppertal
- 2016: Museum im Kulturspeicher[11], Würzburg
- 2015: Museo de Arte Contemporáneo Atchugarry[12], Punta del Este (URY)
- 2015: Kunsthalle Flottmann[13], Herne
- 2013: Internationaler Club des Auswärtigen Amtes[14], Berlin
- 2008: Kunstmuseum Gelsenkirchen[15]
- 2007: Wilhelm-Hack-Museum[16], Ludwigshafen/Rh.
- 2007: Emschertal-Museum, Städtische Galerie im Schlosspark Strünkede[17], Herne
- 2007: Flottmann-Hallen[17], Herne
- 2005: Muzeum Sztuki w Łodzi[18], Lodz (PL)
- 2004: Kunstmuseum Mülheim an der Ruhr[17]
- 2003: Märkisches Museum[19], Witten
- 2002: Mondriaanhuis-Museum für Konstruktive und Konkrete Kunst[17], Amersfoort (NL)
- 2001: Stiftung für Konkrete Kunst Roland Phleps[20], Freiburg
- 2000: Goethe-Institut[17], Madrid
- 2000: Art-Museum[17], Samara (RUS)
- 2000: Städtisches Museum[17], Saratow (RUS)
- 1995: Von der Heydt-Museum[21], Wuppertal
- 1994: Vonderau Museum[21], Fulda
- 1994: Hallen für Kunst[21], Freiburg
- 1994: Kunstverein Unna[21]
- 1992: Museum für Konkrete Kunst[22], Ingolstadt
- 1992: Städtisches Museum Gelsenkirchen
- 1990: Museum Folkwang[21], Essen
- 1990: Wilhelm-Hack-Museum[23], Ludwigshafen/Rh.

## Arbeiten in öffentlichen Sammlungen
- Museum im Kulturspeicher, Sammlung Peter C. Ruppert, Würzburg
- Städtisches Museum, Mülheim an der Ruhr
- Muzeum Sztuki w Łodzi, Lodz (PL)
- Märkisches Museum, Witten
- Art Museum, Samara (RUS)
- Museum Abteiberg, Mönchengladbach
- Museum Folkwang, Essen
- Museum für Konkrete Kunst, Ingolstadt
- Nationalgalerie Graphische Sammlung, Berlin
- Wilhelm-Hack-Museum, Ludwigshafen/Rh.
- Von der Heydt-Museum, Wuppertal
- Sammlung des Rheinlands, Köln
- Städtische Kunstsammlung, Gelsenkirchen
- Sammlung der Stadt Kamen
- DB-Museum, Nürnberg
- Museo de Arte Contemporáneo Atchugarry, Punta del Este (URY)
- Leopold-Hoesch-Museum, Düren
- SkulpturenPark Flottmann, Herne

## Werke im öffentlichen Raum / Kunst am Bau (Auswahl)
- Völker Tiefbau GmbH, Gladbeck
- DB-Museum, Nürnberg
- SkulpturenPark Flottmann, Herne
- Ferrostaal AG, Essen

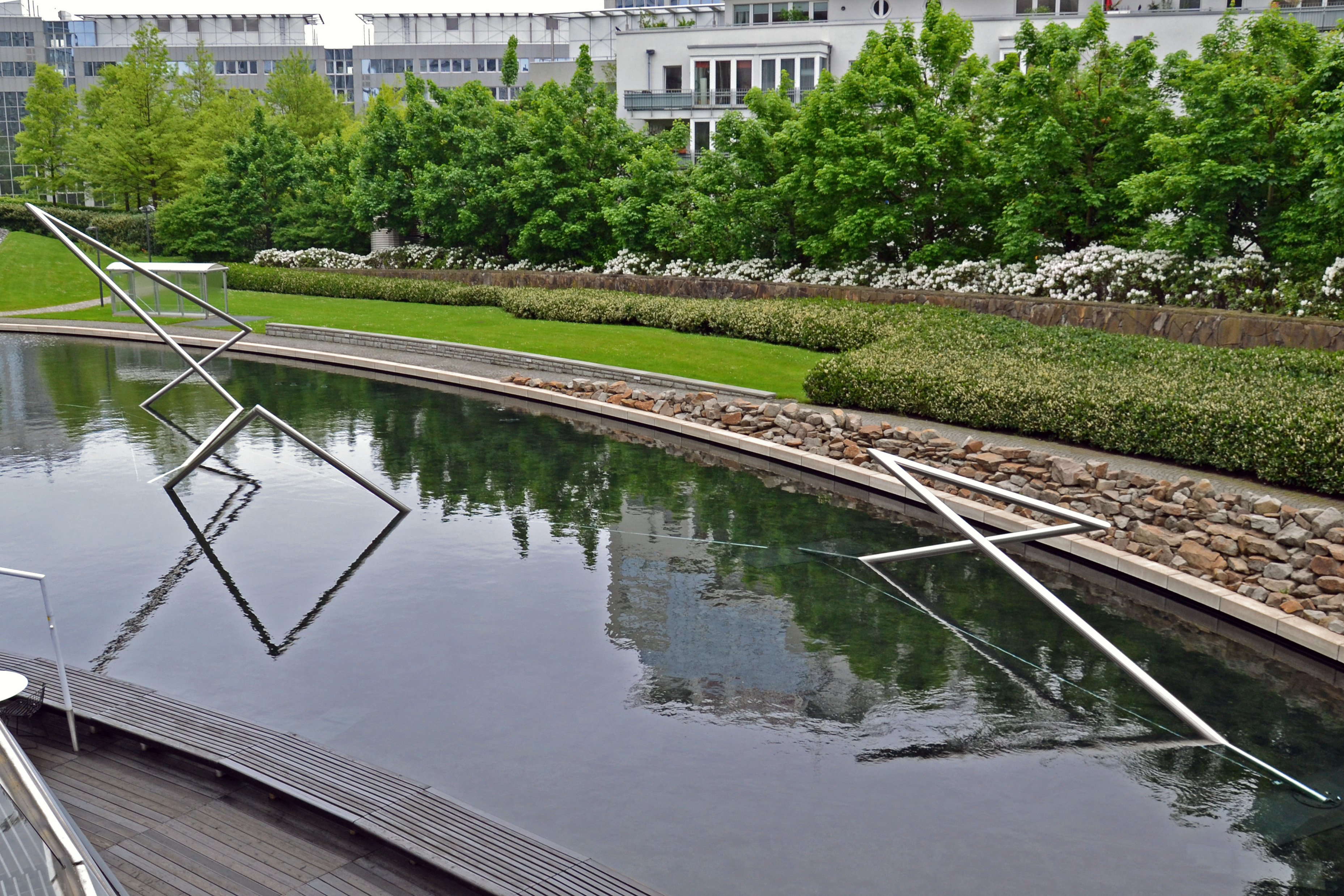
Springende Linie von Norbert Thomas in der Außenanlage des Westenergie-Turms in Essen

- Museum für Konkrete Kunst, Ingolstadt
- RWE AG, Essen
- Ruhrverband, Essen
- Schenker AG, Essen
- Barmenia Versicherungen, Wuppertal
- DB-Cargo AG, Mainz
- Büropark an der Gruga / Hochtief AG, Essen
- Sparkassenzentrale Münsterland Ost, Münster
- Ruhrgas AG, Essen

## Veröffentlichungen

### Ausstellungskataloge (Auswahl)
- Norbert Thomas – system und zufall, Von der Fläche in den Raum. Atelier Alte Tabakfabrik, Heusweiler. 2024. ISBN 978-3-947571-21-5
- Norbert Thomas – Von der Fläche in den Raum. Atelier Alte Tabakfabrik, Heusweiler. 2021. ISBN 978-3-947571-11-6
- Norbert Thomas, Kein Zufall. Eickhoff, Beate; Lauter, Marlene (Hrsg.). Von der Heydt-Kunsthalle. Wuppertal und Würzburg. 2016
- Norbert Thomas, Caos en Orden. Museo-Fundacion Pablo Atchugarry, Montevideo, Uruguay. 2015
- Norbert Thomas, Spiel mit Regeln. essential # 03. Magazin der Galerie Judith Andreae, Bonn. 2013. ISSN 2197-4527
- Norbert Thomas. Wilhelm-Hack-Museum, Emschertalmuseum, Städtische Galerie Herne, Flottmann Hallen (Hrsg.). 2007. ISBN 978-3-939825-59-3
- Norbert Thomas, Teil 1: Retrospektiver Überblick bis 2003. Teil 2: Nebenwege. Wolfgang Zemter, Witten (Hrsg.) 2003. ISBN 3-935019-91-2
- Norbert Thomas, Ausgewählte Arbeiten auf Papier 1970–2001. Mondriaanhuis, Amersfoort (Hrsg.), 2002. ISBN 3-931326-37-3
- Fläche – Form – System, Die konkrete Welt von Norbert Thomas. Thyssen Krupp AG, Düsseldorf (Hrsg.). 2000
- Norbert Thomas – Von der Fläche in den Raum. Niessen GmbH, Essen (Hrsg.). 2000. ISBN 3-931326-29-2
- Inzwischen, Norbert Thomas Arbeiten 1969–1995. Niessen GmbH, Art-Print Publishers, Essen (Hrsg.). 1994. ISBN 3-931326-00-4
- Norbert Thomas – System und Zufall. Museum für Konkrete Kunst Ingolstadt (Hrsg.). Bielefeld, 1992
- Norbert Thomas, Zeichnungen, Bilder, Objekte. Wilhelm-Hack-Museum, Ludwigshafen/Rh. (Hrsg.). 1990